# Emma Davies
Emma-Kate Davies (Inglaterra, 7 de marzo de 1970) es una actriz británica. Es hija del actor Geoffrey Davies, de la serie de comedia televisiva Doctor in the House. Es especialmente reconocida por su papel de Anna De Souza en la telenovela de ITV Emmerdale y por su interpretación de Diana Mitford-Guinness (más tarde Lady Diana Mosley) en la miniserie Mosley de Channel 4.

## Biografía
El padre de Davies, el actor de teatro y televisión Geoffrey Davies, influyó enormemente en su elección de carrera. A menudo la dejaba ver sus representaciones teatrales desde entre bastidores cuando era niña. Ella dice que «veía sus obras casi todas las noches» y «se sabía todas las líneas».
Su padre también le consiguió su primer papel televisivo a la edad de 18 meses en la comedia de situación de los años 1970, The Fenn Street Gang. Del rodaje de esta escena recuerda que «estaba en un cochecito y tuve que meterle un cono de helado en la cara a alguien». Más tarde apareció en un anuncio de televisión de la pasta de dientes Colgate, cuando tenía 14 años.
Se formó en la Corona Theatre School de Londres y ha actuado en pequeños papeles televisivos desde mediados de los años 1980. En esa época apareció en las series de televisión Heartbeat, Doctors y Dream Team de Sky One
Su primer papel televisivo completo fue el de la adolescente Jo Daly en el drama Boon de Central Television, basado en Midlands, entre 1987 y 1989. Más tarde interpretó a Juliette Bannerman en la telenovela Families de ITV, en 1993.
En 1997, Emma interpretó a la controvertida figura histórica Diana Mitford (más tarde Diana Mitford-Guinness y Lady Diana Mosley) en la miniserie biográfica Mosley de Channel 4.
En 2001, también tuvo un pequeño papel en la popular película Enigma de Michael Apted. Y en 2007 fue elegida junto a David Morrissey, Lucy Cohu y Tristan Gemmill en el breve drama de Channel 4 Cape Wrath, como el personaje habitual de Abigail York.
En junio de 2008 se anunció que se uniría a la serie Emmerdale como Anna De Souza. Hizo su debut en la telenovela el 8 de julio de ese año. Sin embargo, el 15 de octubre se anunció que dejaría el programa a finales de la temporada. Con las próximas salidas de su padre en la serie Donald De Souza (Michael Jayston), su prometido Matthew King (Matt Healy) y su hermano Miles De Souza, el personaje de Anna no tendría un papel decisivo, por lo que se decidió no renovar el contrato de Davies cara a la próxima temporada.
En una entrevista en el programa de chat de ITV Loose Women el 12 de diciembre de 2008, Emma anunció que protagonizaría junto a Laurence Fox, Matthew Macfadyen y Sally Hawkins la versión de ITV de la novela clásica de E. M. Forster, Pasaje a la India; si bien, menos de una semana después, ITV confirmó que la adaptación había sido cancelada antes de que comenzara el rodaje por motivos de financiación.
Davies hizo su segunda aparición en el episodio Toys del drama de la BBC Doctors, compartiendo pantalla con su padre, en el que ambos hacían de un padre y una hija separados.
En 2010 apareció en un episodio del drama médico Holby City, interpretando a una abogada angustiada.

## Vida personal
Emma Davies reside actualmente en Barnes, al suroeste de Londres, con su marido Ross Allen, diseñador de jardines y su hija Camille.

## Filmografía
- The Fenn Street Gang (1971) como Niño en cochecito
- Boon (1987–1989) como Jo Daly
- Never the Twain (1989) como Mujer joven
- Freddie and Max (1990) como Andrea
- Bergerac (1991) como Amanda
- Cannon and Ball's Playhouse: Free Every Friday (1991) como Julia Parker Smith
- Family Pride (1991) como Melissa
- Families (1993) como Juliette Bannerman
- Law and Disorder (1994) como Susan
- Just William (1994) como Clarinda
- Queen of the East (1995) como Lady Emily
- Crown Prosecutor (1995) como Sarah Francis
- Mosley (1997) como Diana Mitford-Guinness/Lady Diana Mosley
- The Mrs Bradley Mysteries (1998) como Hermione Bradley
- Heartbeat (1998) como Rachel Palmer
- Bernardo y su reloj (1999) como Patti
- Enigma (2001) como Pamela
- Doctors (2002) como Alice Young
- Cambridge Spies (2003) como Mrs Angleton
- Dream Team (2006) como Julie Rose
- Cape Wrath (2007) como Abigail York
- Emmerdale (2008–2009) como Anna De Souza
- Doctors (2009) como Lorna Myers
- Holby City (2010) como Pippa Robinson
- Garrow's Law (2010) como Lady Elizabeth Fox
- Super Eruption (2011) como Tamara Brown
- Midsomer Murders (2011) como Lauren Hendred
- EastEnders (2015) como Dr. Jo Mount
- The Hustle como Cathy (2019)
- The Last Temptation of Boris Johnson (2019–presente) como Margaret Thatcher
- Golda (2023) como Miss Epstein